# Vakataka
Les Vākāţaka sont une dynastie indienne contemporaine des Gupta fondée par Vindhyashakti qui a dominé de 250 à 520 le nord du plateau du Dekkan, les actuels Maharashtra et Madhya Pradesh.
Succédant aux Shatavahana, les premiers Vakataka prennent d'abord possession du l'ouest du Dekkan avant d'annexer l'espace entre la Narmadâ et la Godâvarî, de 275 à 385. Devenus la première puissance en Inde centrale, ils s'allient aux Gupta sous le règne de Rudrasena II, ce qui leur permet d'étendre leur influence au nord des monts Vindhya. Ils se séparent de l'alliance gupta après la mort de la régente Prabhavatigupta, pour se rapprocher des Kadamba, qui règnent sur le Karnataka. Le royaume passe dans les mains d'une branche mineure de la dynastie à la mort de Prithivisena II, établie à Basim, dans le Berar. Ce dernier profite de l'affaiblissement des Gupta pour imposer son autorité sur le Mâlvâ, le Konkan, le Gujarat et le Konshala.
L'empire Vakataka ne survit pas plus de cinquante ans à Harishena. Il est possible qu'il succombe aux assauts des dynasties voisines (Kadamba du Karnataka ou Nala du Koshala). Ces dernières devront plus tard s'éclipser au VIIe siècle devant la puissance des Chalukya.

## Rois Vakataka
- 250-280 : Vindhyashakti (en)
- 280-340 : Pravarasena Ier (en)
- 335-360 : Rudrasena Ier (en)
- 360-390 : Prithivishena Ier (en)
- 385-390 : Rudrasena II (en)[1]
- 390-405 : Régence de Prabhavatigupta, fille de Chandragupta II[1]
- 405-410 : Damodarasena (en)[1]
- 410-445 : Pravarasena II (en)[1]
- 445-455 : Narendrasena (en)[1]
- 455-475 : Prithivishena II (en)[1]
- 475-477 : Harishena (en) (chef d'une branche cadette)[1]
- 477-483 : Sarvasena III[1]